# Prosopocera apralutea
Prosopocera apralutea är en skalbaggsart som beskrevs av Stefan von Breuning 1977. Prosopocera apralutea ingår i släktet Prosopocera och familjen långhorningar. Inga underarter finns listade i Catalogue of Life.